# Burdze
Burdze – wieś w Polsce położona w województwie podkarpackim, w powiecie stalowowolskim, w gminie Bojanów. Do końca 2017 roku był to przysiółek wsi Przyszów. Leży nad rzeką Łęg.
W latach 1975–1998 przysiółek administracyjnie należał do województwa tarnobrzeskiego.